# Xác thực bằng thử thách-trả lời
Trong an ninh mạng, xác thực bằng trả lời – thách thức là một loại giao thức xác thực trong đó một thực thể đưa ra một thách thức hoặc câu hỏi và một thực thể khác cung cấp một phản hồi hợp lệ để được xác thực.
Xác thực bằng trả lời–thách thức là một loại phương pháp xác thực được sử dụng để chứng minh danh tính của người dùng hoặc thực thể khác yêu cầu quyền truy cập vào máy tính, mạng hoặc tài nguyên mạng khác. Phương pháp này sử dụng các câu hỏi thử thách đã trả lời trước đó để xác thực người dùng; xác thực mật khẩu và ID người dùng đơn giản là loại hệ thống phản hồi thách thức được triển khai phổ biến nhất.